# Resolució 2195 del Consell de Seguretat de les Nacions Unides
La Resolució 2195 del Consell de Seguretat de les Nacions Unides fou adoptada per unanimitat el 19 de desembre de 2014 després d'un debat moderat pel ministre d'Afers Exteriors del Txad sobre mesures internacionals per evitar que els terroristes es beneficiïn del crim organitzat internacional.

## Contingut
Totes les formes de terrorisme havien de ser combatudes conjuntament per tots els països. ElTambé s'havia de combatre el finançament. Això implicava la delinqüència organitzada, inclòs el comerç d'armes, el tràfic de persones, el narcotràfic, el comerç d'artefactes, el comerç de minerals, el rapte, l'extorsió i robatoris a bancs. Es va demanar als països que supervisessin millor les seves fronteres per limitar la llibertat de circulació dels terroristes. A més, també eren importants la bona governança i la lluita contra la corrupció, el blanqueig de capitals i els fluxos il·legals de diners.
Al Qaeda també continuava perdent diners d'aquesta manera. Es va demanar als països que continuessin cooperant activament amb la llista de sancions a Al Qaeda
Una regió que necessitava ajuda per a la lluita contra el terrorisme era Àfrica, on la combinació de terrorisme, extremisme i crim organitzat agreujava els conflictes. Ja s'havien iniciat diverses associacions entre països per afrontar els problemes. Un d'ells era Afripol, una col·laboració entre les forces policials establerta al febrer de 2014.